# الن‌تون (ایلینوی)
الن‌تون، الینواز (به انگلیسی: Allentown, Illinois) یک منطقهٔ مسکونی در ایالات متحده آمریکا است که در ایلی‌نوی واقع شده‌است.

## خصوصیات
الن‌تون ۲۰۶٫۹۶ متر بالاتر از سطح دریا واقع شده‌است.